# Metalimnobia
Metalimnobia is een muggengeslacht uit de familie van de steltmuggen (Limoniidae).

## Soorten

### OndergeslachtLasiolimonia
- M. (Lasiolimonia) marlieri (Alexander, 1976)
- M. (Lasiolimonia) oligotricha (Alexander, 1955)
- M. (Lasiolimonia) tigripes (Alexander, 1948)

### OndergeslachtMetalimnobia
- M. (Metalimnobia) annulifemur (de Meijere, 1913)
- M. (Metalimnobia) biannulata (Brunetti, 1912)
- Metalimnobia (Metalimnobia) bicolor Jiang & Zhang, 2020[2]
- M. (Metalimnobia) bifasciata (Schrank, 1781)
- M. (Metalimnobia) brahma (Alexander, 1965)
- M. (Metalimnobia) californica (Osten Sacken, 1861)
- Metalimnobia (Metalimnobia) caudifusca Jiang & Zhang, 2020[2]
- M. (Metalimnobia) cinctipes (Say, 1823)
- M. (Metalimnobia) charlesi Salmela and Stary, 2009
- M. (Metalimnobia) dietziana (Alexander, 1927)
- M. (Metalimnobia) dualis Savchenko, 1986
- M. (Metalimnobia) eusebeia (Alexander, 1966)
- M. (Metalimnobia) fallax (Johnson, 1909)
- M. (Metalimnobia) hedone (Alexander, 1959)
- M. (Metalimnobia) hudsonica (Osten Sacken, 1861)
- M. (Metalimnobia) immatura (Osten Sacken, 1860)
- M. (Metalimnobia) improvisa (Alexander, 1933)
- M. (Metalimnobia) impubis Mao and Yang, 2010

- M. (Metalimnobia) jactator (Alexander, 1959)
- M. (Metalimnobia) lanceolata Savchenko, 1983
- M. (Metalimnobia) megastigma (Alexander, 1922)
- M. (Metalimnobia) mendax (Alexander, 1924)
- M. (Metalimnobia) novaeangliae (Alexander, 1929)
- M. (Metalimnobia) quadrimaculata (Linnaeus, 1760)
- M. (Metalimnobia) quadrinotata (Meigen, 1818)
- M. (Metalimnobia) rectangularis Mao and Yang, 2010
- M. (Metalimnobia) solitaria (Osten Sacken, 1860)
- M. (Metalimnobia) tenua Savchenko, 1976
- M. (Metalimnobia) triocellata (Osten Sacken, 1860)
- M. (Metalimnobia) triphaea (Alexander, 1954)
- M. (Metalimnobia) xanthopteroides (Riedel, 1917)
- M. (Metalimnobia) yunnanica (Edwards, 1928)
- M. (Metalimnobia) zetterstedti (Tjeder, 1968)

### OndergeslachtTricholimonia
- M. (Tricholimonia) compta (Alexander, 1920)
- M. (Tricholimonia) congoensis (Alexander, 1920)
- M. (Tricholimonia) edwardsi (Alexander, 1920)
- M. (Tricholimonia) grahami (Alexander, 1920)
- M. (Tricholimonia) humfreyi (Alexander, 1920)

- M. (Tricholimonia) imitatrix (Alexander, 1923)
- M. (Tricholimonia) renaudi (Alexander, 1955)
- M. (Tricholimonia) schoutedeni (Alexander, 1923)
- M. (Tricholimonia) sparsisetosa (Alexander, 1972)
- M. (Tricholimonia) zernyana (Alexander, 1956)